# HDI-Gerling

## 概要
HDI-Gerling (エイチディーアイ - ゲーリング) はドイツのタランクス社 (Talanx AG) による保険会社。

## 歴史
1903年、フランクフルト・アム・マインにてドイツの鉄鋼業界の相互保険組合を設立する。当初はこの業界の企業のみ加入したが、その後数十年の間に他の業界の企業も加入できるようになった。1907年には専門外の団体も加入が認められた。1919年には本部をハノーファーへ移転する。1936年に名称を Haftpflichtverband der Deutschen Industrie ( HDI ) とした。
1996年に HDI Beteiligung AG を設立し保険運用事業を分離するが、1998年に他のHDIグループとの混同を避けるためにタランクス社 (Talanx AG) と改称する。
2006年にタランクス社はドイツの保険会社であるゲーリング・コンツェルンを買収する。2007年タランクス社の所有する2つの産業リスク分野に特化した保険会社、HDI Industrie保険会社とゲーリング・コンツェルン・アルゲマイネ保険会社が統合され、新たにHDI‐Gerling Industrie保険会社となる。